# Batea carinata
Batea carinata är en kräftdjursart som först beskrevs av Robert Alan Shoemaker 1926.  Batea carinata ingår i släktet Batea och familjen Bateidae. Inga underarter finns listade i Catalogue of Life.